# Igli Tare
Igli Tare (* 25. Juli 1973 in Vlora) ist ein albanischer ehemaliger Fußballspieler und heutiger Fußballfunktionär. Von 2009 bis Anfang Juni 2023 war er Sportdirektor von Lazio Rom. Seit Ende Mai 2025 ist er Sportdirektor der AC Mailand.

## Karriere

### Spieler
Im Alter von neun Jahren trat Tare der Jugend von Partizani Tirana bei. Bereits im Alter von 15 Jahren gab er sein Debüt in der ersten albanischen Liga. Im Winter 1992 wanderte der in Albanien geborene Tare alleine nach Deutschland aus. Walter Pradt, ein Mitarbeiter des Ludwigshafener Sozialamtes und Trainer des Oberligisten Südwest Ludwigshafen nahm sich Tares an, besorgte ihm einen Platz zum Schlafen und Essen und nahm ihn in seine Mannschaft auf. Da er dort jedoch nicht glücklich wurde und sich nicht akzeptiert fühlte, wechselte er an das andere Rheinufer zum VfR Mannheim. Ein Jahr später kehrte er aber wieder zurück nach Ludwigshafen. Von dort ging er dann 1995 zum damaligen Bundesligisten Karlsruher SC.
In Karlsruhe wurde er jedoch hauptsächlich in der zweiten Mannschaft eingesetzt und spielte somit weiter Oberliga bzw. 1996/97 Regionalliga. Überraschenderweise wurde er jedoch Anfang 1997 in die albanische Nationalmannschaft berufen und stand in der Startelf beim Heimspiel gegen Deutschland am 2. April 1997. So stand Tare zum ersten Mal im Rampenlicht, woraufhin auch sein damaliger Trainer beim Karlsruher SC Winfried Schäfer ihn nun regelmäßig in der Bundesliga einsetzte, auch wenn es Einwechslungen waren. Er hatte jedoch nicht wirklich eine Chance, sich durchzusetzen und wechselte in der Sommerpause 1997 zu Fortuna Düsseldorf in die 2. Bundesliga. In Düsseldorf schaffte er den Durchbruch und erzielte 13 Tore im ersten und 11 Tore im zweiten Jahr. Tare führt dies darauf zurück, dass er endlich Selbstvertrauen hatte. Beim Rückspiel der WM-Qualifikation in Deutschland hatte er zuvor seinen Gegenspieler Jürgen Kohler düpiert und ein Tor geschossen. Das Spiel am 11. Oktober 1997 in Hannover verlor Albanien knapp mit 4:3. Tares Tor war das 2:2 in der 80. Minute.
Nachdem Düsseldorf 1999 in die Regionalliga abgestiegen war, wechselte Tare zum 1. FC Kaiserslautern in die Fußball-Bundesliga. Beim 1. FCK kam er in den folgenden eineinhalb Jahren auf 26 Einsätze. Die Zeit in Kaiserslautern kann man allerdings nicht als besonders erfolgreich bezeichnen. Tare schoss für den Verein insgesamt nur vier Tore, von denen er drei im Spiel gegen den SSV Ulm 1846 am 32. Spieltag der Saison 1999/2000 erzielte. Der Kicker kürte ihn zum Mann des Tages. Zu Jahresbeginn 2001 wechselte er in die italienische Serie A zu Brescia Calcio.
Sein Weg führte weiterhin 2003 zum FC Bologna und 2005 zum italienischen Spitzenklub Lazio Rom. Dort spielte Tare bis 2008, ehe er seine Karriere beendete. Seine Lieblingsnummer war die 17, die er unter anderem auch bei Lazio trug.

### Funktionär
Tare war von 2009 bis Anfang Juni 2023 Sportdirektor bei Lazio Rom.
Am 26. Mai 2025 wurde er als Sportdirektor der AC Mailand vorgestellt.